# طواف أندلوسيا 2021
طواف أندلوسيا 2021 (بالإسبانية: Vuelta a Andalucía 2021)‏ هو سباق دراجات هوائية، وهو الموسم رقم 67 من طواف أندلوسيا، وأقيم خلال الفترة 18 مايو 2021، وحتى 22 مايو 2021، وامتدّ لمسافة 807.6 كيلومتر، وهو أحد سباقات سلسلة سباقات الاتحاد الدولي للدراجات للمحترفين 2021، وشارك فيه 111 متسابقاً ووصل إلى نهايته 104 متسابقاً.
فاز فيه بالمركز الأول ميغل أنغل لوبز، وبالمركز الثاني Antwan Tolhoek ‏، وبالمركز الثالث Julen Amezqueta ‏، والفائز في ترتيب النقاط إيثان هايتر، والفائز حسب ترتيب التسلق لويس أنخيل ماتي، والفريق الفائز في ترتيب الفرق كاجا رورال-سيغوروس.

## الفرق
| فرق عالمية (9)- Astana-Premier Tech - Team BikeExchange - Deceuninck-Quick Step - Ineos Grenadiers - Israel Start-Up Nation - Jumbo-Visma - Movistar Team - Trek-Segafredo - UAE Team Emirates فرق برو (7)- Alpecin-Fenix - برجس بي إتش 2021 ‏ - كاجا رورال-سيغوروس 2021 ‏ - أوسكالتيل أوسكادي 2021 ‏ - غازبروم روسفيلو 2021 ‏ - كيرن فارما 2021 ‏ - سبورت فلاندرين بالويس 2021 ‏ |  |
| |  |

## المراحل
| قائمة المراحل | قائمة المراحل | قائمة المراحل               | قائمة المراحل      | قائمة المراحل | قائمة المراحل   | قائمة المراحل  |
| المرحلة       | التاريخ       | الدورة                      |                    | المسافة (كم)  | الفائز بالمرحلة | القائد العام   |
| ------------- | ------------- | --------------------------- | ------------------ | ------------- | --------------- | -------------- |
| مرحلة 1       | 18 مايو       | La Cala de Mijas ‏ – زهرا    | مرحلة جبلية متوسطة | 151٫3         | غونزالو سيرانو  | غونزالو سيرانو |
| مرحلة 2       | 19 مايو       | إيزناخار – ألكالا لا ريال   | مرحلة جبلية متوسطة | 184٫64        | إيثان هايتر     | إيثان هايتر    |
| مرحلة 3       | 20 مايو       | بياس دي سيغورا – فيارودريغو | مرحلة جبلية        | 177           | ميغل أنغل لوبز  | ميغل أنغل لوبز |
| مرحلة 4       | 21 مايو       | بسطة – كويار فيغا           | مرحلة جبلية        | 182٫93        | أندريه جريبيل   | ميغل أنغل لوبز |
| مرحلة 5       | 22 مايو       | فيرا – بولباي               | مرحلة جبلية        | 107٫26        | إيثان هايتر     | ميغل أنغل لوبز |

## النتيجة

### مرحلة 1
هي مرحلة جبلية متوسطة، أقيمت في 18 مايو 2021، وامتدّت لمسافة 151.3 كيلومتر. فاز بالمرحلة غونزالو سيرانو، وكان متصدر الترتيب العام في نهاية المرحلة غونزالو سيرانو.
| التصنيف العام         | التصنيف العام   | التصنيف العام   | التصنيف العام          | التصنيف العام     |
| العداء                | العداء          | البلد           | الفريق                 | الوقت             |
| --------------------- | --------------- | --------------- | ---------------------- | ----------------- |
| 1                     | غونزالو سيرانو  | إسبانيا         | موفيستار               | 3 س 54 دقيقة 25 ث |
| 2                     | Orluis Aular ‏   | فنزويلا         | Caja Rural-Seguros RGA | + 0 ث             |
| 3                     | داريل إيمبي     | جنوب أفريقيا    | Israel Start-Up Nation | + 0 ث             |
| 4                     | إيثان هايتر     | المملكة المتحدة | Ineos Grenadiers       | + 0 ث             |
| 5                     | روبرت ستانارد   | أستراليا        | Team BikeExchange      | + 3 ث             |
| 6                     | ماركو كانولا    | إيطاليا         | Gazprom-RusVelo        | + 3 ث             |
| 7                     | جيفرسون سيبيدا  | الإكوادور       | Caja Rural-Seguros RGA | + 3 ث             |
| 8                     | توم سكوجين      | لاتفيا          | تريك سيغافريدو         | + 3 ث             |
| 9                     | ميغل أنغل لوبز  | كولومبيا        | موفيستار               | + 3 ث             |
| 10                    | Antwan Tolhoek ‏ | هولندا          | Jumbo-Visma            | + 3 ث             |
| مصدر: ProCyclingStats |                 |                 |                        |                   |

### مرحلة 2
هي مرحلة جبلية متوسطة، أقيمت في 19 مايو 2021، وامتدّت لمسافة 184.64 كيلومتر. فاز بالمرحلة إيثان هايتر، وكان متصدر الترتيب العام في نهاية المرحلة إيثان هايتر.
| التصنيف العام         | التصنيف العام        | التصنيف العام   | التصنيف العام          | التصنيف العام     |
| العداء                | العداء               | البلد           | الفريق                 | الوقت             |
| --------------------- | -------------------- | --------------- | ---------------------- | ----------------- |
| 1                     | إيثان هايتر          | المملكة المتحدة | Ineos Grenadiers       | 8 س 58 دقيقة 55 ث |
| 2                     | ميغل أنغل لوبز       | كولومبيا        | موفيستار               | + 10 ث            |
| 3                     | Sven Erik Bystrøm ‏   | النرويج         | فريق الإمارات          | + 13 ث            |
| 4                     | Jonathan Lastra ‏     | إسبانيا         | Caja Rural-Seguros RGA | + 20 ث            |
| 5                     | روبرت ستانارد        | أستراليا        | Team BikeExchange      | + 21 ث            |
| 6                     | كارلوس رودريغيز كانو | إسبانيا         | Ineos Grenadiers       | + 21 ث            |
| 7                     | غونزالو سيرانو       | إسبانيا         | موفيستار               | + 25 ث            |
| 8                     | توم سكوجين           | لاتفيا          | تريك سيغافريدو         | + 28 ث            |
| 9                     | Antwan Tolhoek ‏      | هولندا          | Jumbo-Visma            | + 28 ث            |
| 10                    | داريل إيمبي          | جنوب أفريقيا    | Israel Start-Up Nation | + 31 ث            |
| مصدر: ProCyclingStats |                      |                 |                        |                   |

### مرحلة 3
هي مرحلة جبلية، أقيمت في 20 مايو 2021، وامتدّت لمسافة 177 كيلومتر. فاز بالمرحلة ميغل أنغل لوبز، وكان متصدر الترتيب العام في نهاية المرحلة ميغل أنغل لوبز.
| التصنيف العام         | التصنيف العام        | التصنيف العام   | التصنيف العام          | التصنيف العام      |
| العداء                | العداء               | البلد           | الفريق                 | الوقت              |
| --------------------- | -------------------- | --------------- | ---------------------- | ------------------ |
| 1                     | ميغل أنغل لوبز       | كولومبيا        | موفيستار               | 14 س 02 دقيقة 31 ث |
| 2                     | Antwan Tolhoek ‏      | هولندا          | Jumbo-Visma            | + 20 ث             |
| 3                     | Julen Amezqueta ‏     | إسبانيا         | Caja Rural-Seguros RGA | + 55 ث             |
| 4                     | كارلوس رودريغيز كانو | إسبانيا         | Ineos Grenadiers       | + 1 دقيقة 40 ث     |
| 5                     | توم سكوجين           | لاتفيا          | تريك سيغافريدو         | + 1 دقيقة 47 ث     |
| 6                     | جيمس بيكولي          | كندا            | Israel Start-Up Nation | + 1 دقيقة 50 ث     |
| 7                     | Jonathan Lastra ‏     | إسبانيا         | Caja Rural-Seguros RGA | + 1 دقيقة 51 ث     |
| 8                     | Mikel Bizkarra ‏      | إسبانيا         | Euskaltel-Euskadi      | + 1 دقيقة 52 ث     |
| 9                     | إيثان هايتر          | المملكة المتحدة | Ineos Grenadiers       | + 2 دقيقة 13 ث     |
| 10                    | أوسكار رودريغيز      | إسبانيا         | Astana-Premier Tech    | + 2 دقيقة 40 ث     |
| مصدر: ProCyclingStats |                      |                 |                        |                    |

### مرحلة 4
هي مرحلة جبلية، أقيمت في 21 مايو 2021، وامتدّت لمسافة 182.93 كيلومتر. فاز بالمرحلة أندريه جريبيل، وكان متصدر الترتيب العام في نهاية المرحلة ميغل أنغل لوبز.
| التصنيف العام         | التصنيف العام        | التصنيف العام   | التصنيف العام          | التصنيف العام      |
| العداء                | العداء               | البلد           | الفريق                 | الوقت              |
| --------------------- | -------------------- | --------------- | ---------------------- | ------------------ |
| 1                     | ميغل أنغل لوبز       | كولومبيا        | موفيستار               | 18 س 39 دقيقة 43 ث |
| 2                     | Antwan Tolhoek ‏      | هولندا          | Jumbo-Visma            | + 20 ث             |
| 3                     | Julen Amezqueta ‏     | إسبانيا         | Caja Rural-Seguros RGA | + 55 ث             |
| 4                     | كارلوس رودريغيز كانو | إسبانيا         | Ineos Grenadiers       | + 1 دقيقة 40 ث     |
| 5                     | توم سكوجين           | لاتفيا          | تريك سيغافريدو         | + 1 دقيقة 47 ث     |
| 6                     | Jonathan Lastra ‏     | إسبانيا         | Caja Rural-Seguros RGA | + 1 دقيقة 51 ث     |
| 7                     | جيمس بيكولي          | كندا            | Israel Start-Up Nation | + 1 دقيقة 58 ث     |
| 8                     | إيثان هايتر          | المملكة المتحدة | Ineos Grenadiers       | + 2 دقيقة 13 ث     |
| 9                     | Mikel Bizkarra ‏      | إسبانيا         | Euskaltel-Euskadi      | + 2 دقيقة 20 ث     |
| 10                    | أوسكار رودريغيز      | إسبانيا         | Astana-Premier Tech    | + 2 دقيقة 48 ث     |
| مصدر: ProCyclingStats |                      |                 |                        |                    |

### مرحلة 5
هي مرحلة جبلية، أقيمت في 22 مايو 2021، وامتدّت لمسافة 107.26 كيلومتر. فاز بالمرحلة إيثان هايتر، وكان متصدر الترتيب العام في نهاية المرحلة ميغل أنغل لوبز.
| التصنيف العام         | التصنيف العام        | التصنيف العام   | التصنيف العام          | التصنيف العام      |
| العداء                | العداء               | البلد           | الفريق                 | الوقت              |
| --------------------- | -------------------- | --------------- | ---------------------- | ------------------ |
| 1                     | ميغل أنغل لوبز       | كولومبيا        | موفيستار               | 21 س 06 دقيقة 55 ث |
| 2                     | Antwan Tolhoek ‏      | هولندا          | Jumbo-Visma            | + 20 ث             |
| 3                     | Julen Amezqueta ‏     | إسبانيا         | Caja Rural-Seguros RGA | + 1 دقيقة 10 ث     |
| 4                     | كارلوس رودريغيز كانو | إسبانيا         | Ineos Grenadiers       | + 1 دقيقة 43 ث     |
| 5                     | توم سكوجين           | لاتفيا          | تريك سيغافريدو         | + 1 دقيقة 47 ث     |
| 6                     | Jonathan Lastra ‏     | إسبانيا         | Caja Rural-Seguros RGA | + 2 دقيقة 06 ث     |
| 7                     | إيثان هايتر          | المملكة المتحدة | Ineos Grenadiers       | + 2 دقيقة 13 ث     |
| 8                     | جيمس بيكولي          | كندا            | Israel Start-Up Nation | + 2 دقيقة 24 ث     |
| 9                     | Mikel Bizkarra ‏      | إسبانيا         | Euskaltel-Euskadi      | + 2 دقيقة 44 ث     |
| 10                    | أوسكار رودريغيز      | إسبانيا         | Astana-Premier Tech    | + 2 دقيقة 48 ث     |
| مصدر: ProCyclingStats |                      |                 |                        |                    |

## التصنيف العام النهائي
| التصنيف العام         | التصنيف العام        | التصنيف العام   | التصنيف العام          | التصنيف العام      |
| العداء                | العداء               | البلد           | الفريق                 | الوقت              |
| --------------------- | -------------------- | --------------- | ---------------------- | ------------------ |
| 1                     | ميغل أنغل لوبز       | كولومبيا        | موفيستار               | 21 س 06 دقيقة 55 ث |
| 2                     | Antwan Tolhoek ‏      | هولندا          | Jumbo-Visma            | + 20 ث             |
| 3                     | Julen Amezqueta ‏     | إسبانيا         | Caja Rural-Seguros RGA | + 1 دقيقة 10 ث     |
| 4                     | كارلوس رودريغيز كانو | إسبانيا         | Ineos Grenadiers       | + 1 دقيقة 43 ث     |
| 5                     | توم سكوجين           | لاتفيا          | تريك سيغافريدو         | + 1 دقيقة 47 ث     |
| 6                     | Jonathan Lastra ‏     | إسبانيا         | Caja Rural-Seguros RGA | + 2 دقيقة 06 ث     |
| 7                     | إيثان هايتر          | المملكة المتحدة | Ineos Grenadiers       | + 2 دقيقة 13 ث     |
| 8                     | جيمس بيكولي          | كندا            | Israel Start-Up Nation | + 2 دقيقة 24 ث     |
| 9                     | Mikel Bizkarra ‏      | إسبانيا         | Euskaltel-Euskadi      | + 2 دقيقة 44 ث     |
| 10                    | أوسكار رودريغيز      | إسبانيا         | Astana-Premier Tech    | + 2 دقيقة 48 ث     |
| مصدر: ProCyclingStats |                      |                 |                        |                    |

### تصنيف النقاط
| تصنيف النقاط          | تصنيف النقاط         | تصنيف النقاط    | تصنيف النقاط           | تصنيف النقاط |
| العداء                | العداء               | البلد           | الفريق                 | النقاط       |
| --------------------- | -------------------- | --------------- | ---------------------- | ------------ |
| 1                     | إيثان هايتر          | المملكة المتحدة | Ineos Grenadiers       | 76 نقطة      |
| 2                     | ميغل أنغل لوبز       | كولومبيا        | موفيستار               | 66 نقطة      |
| 3                     | غونزالو سيرانو       | إسبانيا         | موفيستار               | 40 نقطة      |
| 4                     | توم سكوجين           | لاتفيا          | تريك سيغافريدو         | 39 نقطة      |
| 5                     | Antwan Tolhoek ‏      | هولندا          | Jumbo-Visma            | 38 نقطة      |
| 6                     | Sven Erik Bystrøm ‏   | النرويج         | فريق الإمارات          | 33 نقطة      |
| 7                     | كارلوس رودريغيز كانو | إسبانيا         | Ineos Grenadiers       | 29 نقطة      |
| 8                     | Julen Amezqueta ‏     | إسبانيا         | Caja Rural-Seguros RGA | 26 نقطة      |
| 9                     | أندريه جريبيل        | ألمانيا         | Israel Start-Up Nation | 25 نقطة      |
| 10                    | أوسكار رودريغيز      | إسبانيا         | Astana-Premier Tech    | 23 نقطة      |
| مصدر: ProCyclingStats |                      |                 |                        |              |

### تصنيف الجبال
| تصنيف الجبال          | تصنيف الجبال        | تصنيف الجبال | تصنيف الجبال             | تصنيف الجبال |
| العداء                | العداء              | البلد        | الفريق                   | النقاط       |
| --------------------- | ------------------- | ------------ | ------------------------ | ------------ |
| 1                     | لويس أنخيل ماتي     | إسبانيا      | Euskaltel-Euskadi        | 33 نقطة      |
| 2                     | روي أوليفيرا        | البرتغال     | فريق الإمارات            | 27 نقطة      |
| 3                     | توماس سبرينجرز      | بلجيكا       | Sport Vlaanderen-Baloise | 15 نقطة      |
| 4                     | هيكتور كاريتيرو     | إسبانيا      | موفيستار                 | 12 نقطة      |
| 5                     | Álvaro Cuadros ‏     | إسبانيا      | Caja Rural-Seguros RGA   | 11 نقطة      |
| 6                     | ميغل أنغل لوبز      | كولومبيا     | موفيستار                 | 10 نقطة      |
| 7                     | Urko Berrade ‏       | إسبانيا      | Equipo Kern Pharma       | 8 نقطة       |
| 8                     | Nikita Stalnow      | كازاخستان    | Astana-Premier Tech      | 8 نقطة       |
| 9                     | Antonio Jesús Soto ‏ | إسبانيا      | Euskaltel-Euskadi        | 8 نقطة       |
| 10                    | Julen Amezqueta ‏    | إسبانيا      | Caja Rural-Seguros RGA   | 7 نقطة       |
| مصدر: ProCyclingStats |                     |              |                          |              |

## تصنيف الفرق

### الفرق حسب الوقت
| تصنيف الفرق حسب الوقت | تصنيف الفرق حسب الوقت  | تصنيف الفرق حسب الوقت | تصنيف الفرق حسب الوقت |
| الفريق                | الفريق                 | البلد                 | الوقت                 |
| --------------------- | ---------------------- | --------------------- | --------------------- |
| 1                     | Caja Rural-Seguros RGA | إسبانيا               | 56 س 04 دقيقة 30 ث    |
| 2                     | موفيستار               | إسبانيا               | + 37 ث                |
| 3                     | Ineos Grenadiers       | المملكة المتحدة       | + 5 دقيقة 56 ث        |
| 4                     | تريك سيغافريدو         | الولايات المتحدة      | + 6 دقيقة 17 ث        |
| 5                     | Team BikeExchange      | أستراليا              | + 7 دقيقة 04 ث        |
| 6                     | Astana-Premier Tech    | كازاخستان             | + 9 دقيقة 06 ث        |
| 7                     | Jumbo-Visma            | هولندا                | + 9 دقيقة 16 ث        |
| 8                     | Euskaltel-Euskadi      | إسبانيا               | + 10 دقيقة 53 ث       |
| 9                     | Burgos-BH              | إسبانيا               | + 14 دقيقة 58 ث       |
| 10                    | Israel Start-Up Nation | إسرائيل               | + 17 دقيقة 28 ث       |
| مصدر: ProCyclingStats |                        |                       |                       |

## وصلات خارجية
- الموقع الرسمي
- لمحة عن سباق طواف أندلوسيا 2021 على موقع  ProCyclingStats   (برو  سايكلنج  ستاتس) - إحصاءات  محترفي  الدراجات.
- طواف أندلوسيا 2021 على موقع إحصائيات الدراجات الإحترافية (الإنجليزية)